# All Things Bright and Beautiful
All Things Bright And Beautiful är Owl Citys tredje studioalbum. Albumet släpptes den 14 Juni 2011. Albumet fick rätt bra kritik från flera olika håll.

## Innehåll
En annorlunda grej med All Things Bright and Beautiful är att för första gången någonsin så har Owl City med rap i en låt. Det är i låt # 10, "Alligator Sky som raparen Shawn Crystopher rappar. Det finns även en version av Alligator Sky utan rap, med istället bara sång av Adam Young.

## Låtlista
Följande låtar har bekräftats. Låten "Lonely Lullaby" är ett bonusspår, tillgängligt för den som laddat ner Owl City Galaxy på Itunes.

### Standard edition
| Nr  | Titel                                       | Kompositör         | Längd |
| --- | ------------------------------------------- | ------------------ | ----- |
| 1.  | The Real World                              | Young              | 3:55  |
| 2.  | Deer in the Headlights                      | Young              | 3:01  |
| 3.  | Angels                                      | Young              | 3:40  |
| 4.  | Dreams Don't Turn to Dust                   | Young              | 3:45  |
| 5.  | Honey and the Bee (featuring Breanne Düren) | Young              | 3:45  |
| 6.  | Kamikaze                                    | Young              | 3:28  |
| 7.  | January 28, 1986                            | Young              | 0:38  |
| 8.  | Galaxies                                    | Young              | 4:03  |
| 9.  | Hospital Flowers                            | Young              | 3:39  |
| 10. | Alligator Sky (featuring Shawn Chrystopher) | Young, Chrystopher | 3:05  |
| 11. | The Yacht Club (featuring Lights)           | Young              | 4:33  |
| 12. | Plant Life                                  | Young, Thiessen    | 4:11  |

| 13. | How I Became the Sea | Young | 4:00 |
| 14. | Alligator Sky        | Young | 3:18 |

| 1. | Lonely Lullaby | 4:28 |

| 13. | Shy Violet |      |
| 14. | To The Sky | 3:39 |

### Fotnoter
1. ↑  Name:. ”OWL CITY Official Site - Albums - The Midsummer Station”. Owlcitymusic.com. Arkiverad från originalet den 28 juni 2012. https://web.archive.org/web/20120628123247/http://www.owlcitymusic.com/news/view/1242. Läst 19 juli 2012.
2. ↑  O'Donnell, Kevin (3 mars 2011). ”Owl City's Adam Young: New Album, Track by Track”. Spin.com. http://www.spin.com/articles/owl-citys-adam-young-new-album-track-track.
3. ↑  ”Owl City Bio (All Things Bright and Beautiful®)”. Arkiverad från originalet den 20 juli 2011. https://web.archive.org/web/20110720090852/http://www.theroy.org/uploads/assets/OWL%20CITY%20BIO.pdf.
4. ↑  ”All Things Bright And Beautiful”. owlcitymusic.com. Arkiverad från originalet den 18 september 2012. https://web.archive.org/web/20120918214515/http://owlcitymusic.com/albums/view/12.
5. ↑  ”Owl City Galaxy”. 23 mars 2011. Arkiverad från originalet den 5 maj 2011. https://web.archive.org/web/20110505065440/http://www.owlcitygalaxy.com/. Läst 30 april 2011.